# Kaamelott (televisieserie)
Kaamelott is een Franse televisiereeks, die middeleeuwse fantasie en humor combineert tot een nieuwe satirische versie van de Koning Arthur legende. Elk seizoen wordt 'boek' genoemd.
De reeks werd uitgezonden op M6 (Frankrijk), TSR2 (Zwitserland), Club RTL (België) en Historia (Canada). Schrijver en regisseur is Alexandre Astier, die in de reeks zelf de rol van Arthur opneemt.

## Stripreeks
Als spin-off van de televisiereeks verscheen er vanaf 2006 een stripreeks. Teksten en verhaal worden verzorgd door Alexandre Astier, tekeningen door Steven Dupré, inkleuring door Benoît Bekaert. De stripreeks wordt uitgegeven door uitgeverij Casterman.